# 曾琦
曾琦（1892年9月25日—1951年5月7日），原名昭琮，字慕韩，號愚公，黨號移山，男，四川隆昌人，中华民国政治人物，中国青年党領導人和創始人之一，也是中国民国时期第三势力民主运动的领导人物。
在1948年新华社公布的43名内战战犯之一，排名第42。

## 生平
1892年，曾琦生於四川隆昌，家世富農，代代皆有科名。1906年，14歲的曾琦隨父到廣西寧明就讀高小，父親死後返回四川進入成都高等學堂分設中學肄業，在這裡他認識了李劼人、王光祈、周太玄等人。他为《成都商报》等报纸撰稿，抨击赵尔丰的政策。
1913年，前往重庆，参加熊克武等人组织的讨袁活动。1914年，入上海震旦大學學習法文，結識左舜生、李璜、鄭伯奇等人。本計劃赴法，但因歐洲爆發而作罷。1916年，赴日本中央大学學習憲法和行政法。
1918年3月，辦華瀛通訊社。5月，留日學生為反對《中日共同防敌军事协定》成立留日學生救國團，曾琦為此次運動的實質領袖，全體學生決議罷學回國。北大的易克嶷等學生也相應救國團的運動，不久運動在北京碰壁後，南下上海主持《救國日報》。7月，與王光祈等人商討運動的發展，於是他與王、周太玄、張夢九等人發起少年中国学会，不久又約李大釗加入。
1919年3月，少年中国学会成立後快速發展通訊社，巴黎通訊社最為活躍。五四運動關於巴黎和會的消息亦大多來自該社。10月，曾琦受上海新聞報之聘任旅歐通信員，赴法，在巴黎社會學院旁聽。1920年，參與里昂大學事件。1923年12月2日，与李璜等人在法国组织成立中国青年党，任党务主任。
1924年，回国，在上海创办《醒狮》周报。1926年，中国青年党一大，将宗旨定义为“国家主义之精神、全民革命的方式外抗强权，力争中华民国之独立与自由，内除国贼，建设全民福利的国家”，曾琦当选为中央执行委员会委员长。
1927年，因与国民党有矛盾去日本。曾策划刺杀蒋介石，后改为刺杀鲍罗廷。1938年，成立国民参政会时，被聘为参政员，并再度当选为中国青年党委员长。日本投降后，参加青年党十大，当选为青年党主席。
1946年，率领青年党参加制宪国民大会，被指定为主席团主席。1948年被蔣中正聘為首批總統府資政，赴美。1949年5月26日，閻錫山復函在美國紐約之中國青年黨主席曾琦，告以組織中國反侵略大同盟之情形，盼曾琦「早日返國，共襄國事」。1951年，因病卒于美国華盛頓，葬於華盛頓奧麗菲山岡公墓。

## 作品
曾琦在《醒獅》週報1924年10月10日創刊號發表《編寫醒獅週報訖，感賦一絕》：
浮海歸來念愈癡，士夫依舊嘆無為。

拼將熱血臨風灑，喚醒人間老睡獅。

## 大众文化
2012年中国电视剧我们的法兰西岁月里角色宗旭之的原型。

## 延伸阅读
- 陈黄梅，正欣渐，茂周浓. . 台北: 中央研究院近代史研究所. 1993. ISBN 9576711800.
- 沈雲龍. . 台北: 中國青年黨黨史委員會. 1983.
- 沈雲龍. . 台北: 文海. 1985.
- 劉青峰. . 香港: 香港中文大學出版社. 1994. ISBN 9789622016361.
- 康之国. . 北京: 国家知识产权局知识产权出版社. 2008. ISBN 7-80198-811-6.
- 陳正茂. . 台北: 秀威出版. 2010. ISBN 9789862214237.
- 陳正茂. . 台北: 秀威出版. 2008. ISBN 9789862210208.
- 中國青年黨中央執行委員會. . 台北: 中國青年黨中央執行委員會. 1971.